# 水海道有料道路
水海道有料道路（みつかいどうゆうりょうどうろ）は茨城県常総市豊岡町と常総市小山戸町を結ぶ茨城県道路公社管理の有料道路である。

## 概要
- 路線：国道354号[1]（岩井水海道バイパス）
- 料金徴収期間：2027年8月まで[2]

## 沿革
- 1994年（平成6年）9月8日：水海道市羽生町 - 水海道市小山戸町（鬼怒川渡河区間）の改築工事に着手[3]。
- 1995年（平成7年）3月20日：水海道市豊岡町（茨城県道134号鴻野山豊岡線） - 同市羽生町（鬼怒川）間の改築工事に着手[4]。
- 1995年（平成7年）8月4日：水海道市小山戸町内（鬼怒川 - 茨城県道357号谷和原筑西線間）の改築工事に着手[5]。
- 1995年（平成7年）10月19日：国道354号バイパスの道路区域に指定[1]。
- 1997年（平成9年）3月25日：水海道市豊岡町地内（茨城県道58号取手豊岡線 - 茨城県道134号鴻野山豊岡線）改築工事に着手[6] 。
- 1997年（平成9年）8月7日：水海道市豊岡町（県道134号） - 同市相野野町（常総バイパス）が開通[7]。
- 2005年（平成17年）2月4日：水海道市豊岡町（県道58号） - 同市同町（県道134号）間が開通。これにより水海道有料道路の全線が開通する[8]。
- 2014年（平成26年）4月1日：通行料金改定（軽自動車等150円、普通車210円、中型車210円、大型車320円、特大車580円、軽車両等20円）[9]。
- 2019年（令和元年）10月1日：通行料金改定（軽自動車等150円、普通車210円、中型車210円、大型車330円、特大車590円、軽車両等20円）[10]。
- 2023年（令和5年）3月27日：料金の障害者割引率を50%以下に変更[11]。

## 道路施設
- 水海道大橋（常総市羽生町 - 同市小山戸町） - 鬼怒川に架かる3径間連続箱桁橋。1997年（平成9年）竣工、暫定2車線で供用中。

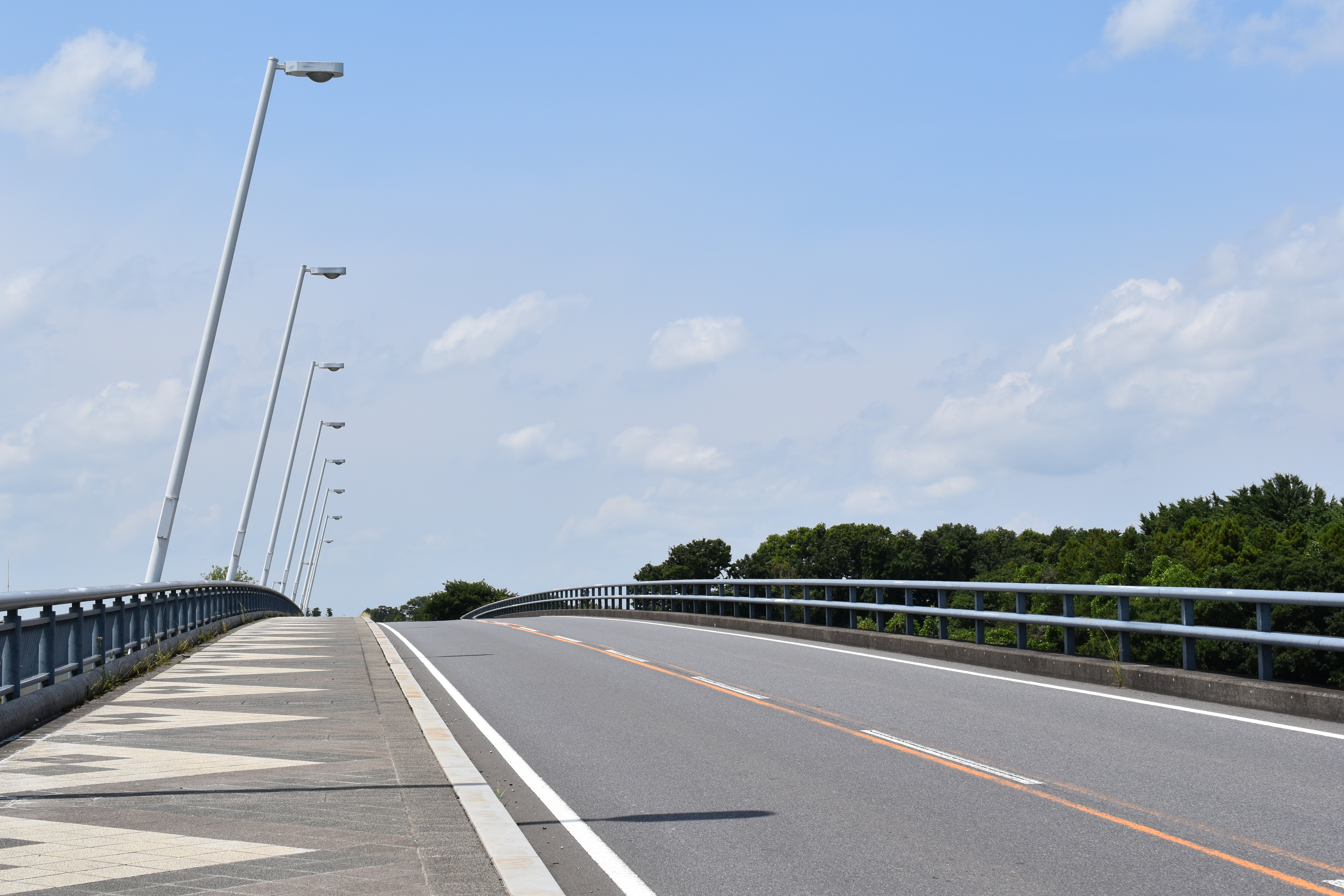
水海道大橋